# Звёздные дневники Ийона Тихого
«Звёздные дневники Ийона Тихого» (пол. Dzienniki gwiazdowe) — цикл научно-фантастических рассказов Станислава Лема, посвящённых приключениям вымышленного героя — астронавта и исследователя космоса Ийона Тихого. Написаны с характерным для Лема юмором, часто гротескным, иногда — переходящим в горькую иронию, содержат элементы пародии на штампы фантастики, при этом затрагивают серьёзные вопросы науки, социологии, философии. Рассказы цикла имеют либо форму дневников, описывающих впечатления Ийона Тихого во время его путешествий, либо форму его же воспоминаний о прошедших событиях. Некоторые черты «Путешествий» позволяют провести параллели между ними и «Путешествиями Гулливера» Джонатана Свифта, а также «Бароном Мюнхгаузеном» Рудольфа Распе, хотя, как писал Лем, такое сходство не было осознанно запланировано, а возникло спонтанно.
«Путешествия», составляющие цикл, пронумерованы не с единицы и не подряд. Лем, устами Ийона Тихого, объясняет это в «Путешествии двадцатом» следующим образом:
…одни путешествия совершались в пространстве, другие во времени. Так что Первого и быть не могло. Всегда можно вернуться назад, туда, где ещё никакого путешествия не было, и куда-нибудь отправиться; тогда первое путешествие станет вторым, и так без конца!
В «Путешествии двадцать шестом и последнем» (см. ниже) рассказано о том, когда и почему Ийон начал писать свои дневники.
На страницах «Дневников» часто упоминается профессор Тарантога — другой выдуманный Лемом персонаж, учёный-энциклопедист, ближайший друг и коллега Ийона Тихого.

## Первая публикация
Первый рассказ с участием Ийона Тихого под названием «Галактические истории. Из приключений знаменитого звёздопроходца Ийона Тихого. Путешествие двадцать третье» (номер 24 это путешествие получило позднее) был опубликован 27 декабря 1953 года в еженедельнике «Życie Literackie». Последний рассказ, «Последнее путешествие Ийона Тихого», был впервые опубликован на немецком языке в журнале «Playboy» в 1996 году. Рассказы цикла неоднократно переиздавались и переводились на другие языки. Первый русский перевод — отрывок из «Путешествия двадцать второго» — был опубликован в 1959 году в журнале «Наука и религия». В 1961 году в издательстве «Молодая гвардия» вышла отдельная книга рассказов «Звёздные дневники Ийона Тихого» в сокращённом переводе З. А. Бобырь, содержащая путешествия 12, 14, 22—26. В 1965 году в 4-м томе серии «Библиотека современной фантастики» издательства «Молодая гвардия» была опубликована новая редакция сборника в переводе Д. М. Брускина, включавшая «Путешествие седьмое». После 1966 года 26-е путешествие было окончательно исключено из цикла (возможно, из-за несоответствия последовательности событий — в 26-м путешествии Ийон Тихий только знакомится с профессором А. С. Тарантогой, а в 12-м общается с ним как со старым знакомым. Возможны и другие причины, например то, что проблемы, поднятые в рассказе, перестали быть злободневными, и рассказ выбился из общей колеи. Тринадцатое путешествие впервые было опубликовано в русском переводе лишь во второй половине 1970-х годов. Его отсутствие в более ранних публикациях объясняли тем, что в нём (в частности, в описании событий на Пинте) очень явно просматривается едкая сатира на повсеместную бюрократизацию и лицемерие, ассоциировавшиеся с советскими порядками, включая намёки на противоестественность советского социализма и польской «народной демократии» и на обманчивые ожидания либерализации социалистического режима. Несмотря на советские доперестроечные книжные публикации, «Путешествие тринадцатое» было перепечатано в 1-м номере журнала «Наука и жизнь» за 1989 год — без комментариев, поскольку сам контекст резко подчёркивал антисталинистский характер произведения.

## Список произведений цикла
(в скобках — название, годы первой публикации на языке оригинала и на русском)
Предисловия Тарантоги
- Предисловие (Przedmowa, 1954, 1961)
- Вступление к III изданию (Wstęp, 1966, 1994?)
- Вступление к расширенному изданию (Wstęp do poszerzonego wydania, 1971, 1994?)
- Информационная заметка (Przedmowa, 1976, 1994?)

Путешествия
- Путешествие седьмое (Podróż siódma, 1964, 1964)
- Путешествие восьмое (Podróż ósma, 1966, 1970)
- Путешествие одиннадцатое (Podróż jedenasta, 1960, 1966)
- Путешествие двенадцатое (Podróż dwunasta, 1957, 1961)
- Путешествие тринадцатое (Podróż trzynasta, 1956, 1976)
- Путешествие четырнадцатое (Podróż czternasta, 1956, 1961)
- Путешествие восемнадцатое (Podróż osiemnasta, 1971, 1973)
- Путешествие двадцатое (Podróż dwudziesta, 1971, 1973)
- Путешествие двадцать первое (Podróż dwudziesta pierwsza, 1971, 1990)
- Путешествие двадцать второе (Podróż dwudziesta druga, 1954, 1961)
- Путешествие двадцать третье (Podróż dwudziesta trzecia, 1954, 1961)
- Путешествие двадцать четвёртое (Podróż dwudziesta czwarta, 1953, 1961)
- Путешествие двадцать пятое (Podróż dwudziesta piąta, 1954, 1961)
- Путешествие двадцать шестое и последнее (Podróż dwudziesta szósta i ostatnia, 1954, 1961)
- Путешествие двадцать восьмое (Podróż dwudziesta ósma, 1966, 1969)
- О выгодности дракона (Pożytek ze smoka, 1991), рассказ написан в 1983 году, на польском языке не издавался
- Последнее путешествие Ийона Тихого (Ijon Tichys letzte Reise (нем.), 1996, Ostatnia podróż Ijona Tichego, 1999, 2000)

В цикл об Ийоне Тихом также входят рассказы серии «Из воспоминаний Ийона Тихого» и романы «Футурологический конгресс», «Осмотр на месте», «Мир на Земле».

## Сюжет
- В «Путешествии седьмом» описывается неординарная ситуация с удвоением времени, встреча с самим собой, а также сатира на работников, только имитирующих деятельность.
- В «Путешествии восьмом» рассматривается прошлое и настоящее человечества с точки зрения инопланетных существ. Также в этом рассказе пародируется креационистская теория возникновения жизни.
- В «Путешествии одиннадцатом» с одной стороны пародируются произведения о бунтах роботов и шпионские романы. С другой стороны, описывается общество, где все друг друга подозревают и никто никому не доверяет, стремясь донести на каждого, кто может подать повод. Общество роботов, которые все как один являются людьми, но вынуждены маскироваться под роботов. Продолжение этой истории описано в рассказе «Стиральная трагедия» (цикл «Из воспоминаний Ийона Тихого»), где ситуация противоположная — роботы выдают себя за людей.
- В «Путешествии двенадцатом» Ийон Тихий отправляется в созвездие Циклопа на Амауропию для испытания на диких обитателях планеты ускорителя-замедлителя времени с целью создать там цивилизацию и установить контакт. Тихий ускоряет их историю: от дикого образа жизни они быстро переходят к первобытно-общинному строю, затем к рабовладельчеству, к средневековью и доходят до уровня начала двадцатого века Земли. Всё это происходит за несколько месяцев. Всё это время Ийон Тихий пытается научить жителей чему-то хорошему, но аборигены понимают его неправильно. Он попеременно является то знаменем, то божеством, то помощником палача, то асоциальным элементом. В образах аборигенов можно увидеть сатиру на человечество.
- В «Путешествии тринадцатом» Ийон Тихий пытается найти благодетеля космоса учителя Ох, но случайно оказывается обвиняемым то на одной планете (Пинте), то на другой — на Панте (которые можно считать антиутопиями). Пинта — залитая водой планета с господствующим обожествлением рыб и всепланетным очковтирательством. Когда-то Пинта была пустынной и безводной, и организация, призванная обводнить планету, прекрасно справилась со своей задачей, в результате приобретя огромные полномочия, которые после выполнения работы не пожелала терять. В результате она продолжила бессмысленное обводнение планеты, а повышение уровня воды стало «великой целью», осмысленность которой невозможно оспорить, не став «врагом государства». Панта — планета, где все обезличены, по проекту Учителя Ох в рамках «протеза вечности».
- В «Путешествии четырнадцатом», описывающем пребывание Ийона Тихого на планете Интеропия, впервые упомянуты загадочные сепульки. Пребывание на этой планете можно рассматривать как гротескное изображение жизни человека в чужой стране, с чуждыми нравами и обычаями. Попытки выяснить, что такое сепульки, заканчивались различными инцидентами (в том числе смертельными для Ийона). Весь рассказ изобилует непривычными и непонятными словами, чем автор сам как бы слегка ставит читателя на место Ийона. Кроме того, автор иронизирует над взаимоотношением «человек-компьютер»: электронный мозг то рассказывает анекдоты не так как надо и когда не надо, то производит расчёты с ошибками. В сериале «Ijon Tichy: Raumpilot» (Германия, 2007) электронный мозг был преобразован в полноценный персонаж — Галюцинеллу. Продолжением истории из 14-го путешествия является роман «Осмотр на месте».
- В «Путешествии восемнадцатом» описывается сотворение Вселенной физиком Солоном Разглыбой и Ийоном Тихим при помощи запрограммированного двигающегося назад во времени электрона, а лаборанты Аст А. Рот, Веелс Э. Вулл, Алоиз Кучка строят непредвиденные козни.
- В «Путешествии двадцатом» И. Тихий отправляется в 2661 год, чтобы возглавить программу по исправлению истории (ТЕОГИПГИП). С одной стороны присутствует сатира на утверждения, что человечеству помогала высокоразвитая цивилизация (инопланетяне, люди будущего). С другой стороны, сатира на взаимоотношения в неком научном коллективе, в котором все заняты исключительно интригами и карьеризмом.
- «Путешествие двадцать первое» в некотором роде является продолжением 20-го. Чтобы избежать замкнутых перемещений во времени и повторении истории с ТЕОГИПГИПом Ийон Тихий отправляется как можно дальше — на Дихтонию, находящуюся на расстоянии 1000 световых лет от Земли. Там он гостит в тайном монастыре у братьев-роботов. Попутно Ийон Тихий изучает историю планеты, читает о судьбе жителей, которые когда-то были неотличимы от людей, но потом окончательно и бесповоротно стали нечеловекообразными из-за высочайшего уровня своей науки и безответственного к ней отношения, став чересчур развитой цивилизацией.
- В «Путешествии двадцать втором» Ийон Тихий ищет свой любимый перочинный нож на разных планетах. При посещении Андригоны он присутствует на экзамене местных выпускников, где они доказывают принципиальную невозможность жизни на Земле. На одной Сателлин он слушает тяжкую историю католического миссионера отца Лацимона об обращении инопланетян в христианство, а также его негодование по поводу атеизма.
- В «Путешествии двадцать третьем» Ийон Тихий посещает маленькую планету бжутов (упоминавшихся в предыдущем рассказе). Из-за недостатка места бжуты отдыхают в распылённом на атомы виде, а по будильнику распылитель синтезирует их обратно.
- «Путешествие двадцать четвёртое» Ийон Тихий случайно обнаруживает планету индиотов. У последних оставшихся в живых жителей он узнаёт историю планеты. Общество их состояло из достойных (буржуазии), спиритов (жрецов) и лямкарей (наёмных работников). Автоматизация производства привела к безработице и перепроизводству товаров — у голодающих лямкарей не было денег на приобретение товаров. Тогда было решено для наведения порядка и решения проблем создать машину для управления государством — Добровольный Установитель Абсолютного Порядка, целью которого была абсолютная гармония. Машина сначала изготовила роботов, которые скупили все товары, а затем построила Радужный дворец. Все входившие во дворец перерабатывались в блестящие диски, которые затем выкладывались на полях в различные узоры. При этом всё было устроено так, что все шли туда «абсолютно добровольно». В результате последние из индиотов были уничтожены на глазах Ийона Тихого. Машина предложила и Тихому последовать за ними, на что он ответил «Ну ведь я не индиот», и покинул планету.
- В «Путешествии двадцать пятом» вначале описываются философские дебаты вокруг хищного космического картофеля, разрешённые профессором Тарантогой (который появляется как персонаж впервые в «Звёздных дневниках», расставленных по номерам), а затем безуспешные попытки Ийона Тихого и Тарантоги встретиться. В конце рассказа И. Тихий смотрит видеозапись Тарантоги из жизни существ (пятеричников), обитающих при высоких температурах на одной из полужидких планет. Эти существа спорят о возможности жизни в более холодных мирах, и старший учитель доказывает невозможность этого (что является пародией на антропоцентризм и антропоморфизм).
- «Путешествие двадцать шестое и последнее» является сатирой на Холодную войну. Автор высмеивает политику США, куда приземлился главный герой, по ошибке приняв Землю за другую планету — Меопсеру. Также там упомянуто, что работая без перерыва четыре недели подряд, Ийон написал свои дневники как ответ на некомпетентные описания трансгалактических путешествий и теорий космонавтики. Он пишет: «разгневанный их недобросовестностью, частыми ошибками, извращениями и даже обманами, я решил коренным образом изменить столь губительное положение вещей и, действуя со свойственной мне импульсивностью, немедленно уселся писать». Впоследствии Лем исключил этот рассказ из цикла, отметив в предисловии, что «путешествие двадцать шестое в конце концов оказалось апокрифом».
- В «Путешествии двадцать восьмом» описываются предки Ийона Тихого, начиная с Анонимуса Тихого. В этом рассказе, с одной стороны, пародируется история древнего дворянского рода. С другой стороны, рассматриваются судьбы вымышленных неординарных личностей и их творений, правда в гротескной форме. С третьей стороны, пародируются романы про сверхдальние межзвёздные экспедиции, когда до цели должны добраться не стартовавшие с Земли космонавты, а их потомки. С четвёртой стороны, рассматривается психология человека, обречённого на долгую изоляцию в ракете, а также восприятие различий между виртуальным и реальным мирами — то грань чётко видна, то реальное кажется виртуальным и наоборот.
- В рассказе «О выгодности дракона» описывается полёт И. Тихого в созвездие Кита на планету Абразию. Он там пытается изучить местного дракона (огромное слизнеобразное существо), на котором держится вся экономика планеты и гибель которого может вызвать глобальный кризис.
- «Последнее путешествие Ийона Тихого». Попав на Землю после шестилетнего путешествия, Ийон обнаружил коренные перемены в жизни. Оказалось, что теперь по интернету можно зачинать детей (чтобы этого не произошло против воли реципиента, нужно ставить программные фильтры), также существует опасность быть «фантомизированным» при дистанционном считывании личности (из-за чего нужно экранироваться в клетке Фарадея). Описываются его некоторые приключения.

## Экранизации «Звёздных дневников»
Экранизации других произведений об Ийоне Тихом здесь не указаны.
- «Из дневников Ийона Тихого. Путешествие на Интеропию», мультипликационный фильм, киностудия Азербайджанфильм, режиссёр Геннадий Тищенко, 1985. по мотивам 14-го путешествия.
- «Ийон Тихий: Космопилот» (нем. Ijon Tichy: Raumpilot). Сериал, Германия (2007), 1-4 серии. Вольные трактовки 7-го, 8-го, 11-го, 12-го, 14-го и 23-го путешествий, переработанные под формат телесериала в жанре космической оперы.
- Путешествие четырнадцатое, телеспектакль из цикла «Этот фантастический мир», СССР, 1979, фрагмент путешествия.